# Гаспар Оже
Гаспар Оже (фр. Gaspard Augé; нар. 21 травня 1979, Безансон, Франція) — французький музикант і графічний дизайнер. Один з двох учасників французького дуету електронної музики Justice.

## Життєпис
Оже народився в родині протестантських промисловців з Безансона, Франція.
Свій перший музичний проект він створив зі своїм двоюрідним братом Тео Вуарне під назвою Microloisir (з фр. «Назад у твоїх очах»), записаний у себе вдома за допомогою комп'ютерного мікрофона та секвенсора Ableton. Пізніше захопився дизайном і став ретро-футуристичним графічним дизайнером під псевдонімом Gaspirator, під яким розробляв сорочки для Sixpack France.
У 2003 році разом з Ксав'є де Росне утворив френч-хауз гурт Justice, згодом отримавший популярність і значуще місце в музичній індустрії за рахунок свого специфічного звучання треків.
У 2010 році розробив обкладинки для міні-альбомів виконавця Surkin Silver Island, Fan Out Remixes і Ultra Light. Гаспар також був обраний для написання музики до фільму «Шина». Він також з'являється у фільмі в ролі автостопника.
У складі гурту Justice Оже разом з Ксав'є де Росне отримав премію «Греммі» у 2019 році за альбом реміксів Woman Worldwide у номінації «Найкращий танцювальний/електронний альбом».
У 2020—2021 роках Оже був співпродюсером другого альбому діджея Kavinsky — Reborn. Також у 2021 році він оголосив про вихід свого першого сольного студійного альбому Escapades, який вийшов 25 червня 2021 року.

## Дискографія

### Сольна творчість
- Escapades (альбом, 25 червня 2021)[4].